# Osmose inversa
A osmose inversa ou osmose reversa é um processo de separação em que um solvente é separado de um soluto de baixa massa molecular por uma membrana permeável ao solvente e impermeável ao soluto. Isso ocorre quando se aplica uma grande pressão sobre este meio aquoso, o que contraria o fluxo natural da osmose. Por essa razão o processo é denominado osmose reversa.
Na osmose inversa, as membranas retêm partículas cujo diâmetro varia entre 1 e 10 Å(2). As partículas retidas são solutos de baixa massa molecular como sais ou moléculas orgânicas simples.
A pressão osmótica das soluções é proporcional a concentração de soluto. Para que a produção de permeado seja razoável, a diferença de pressão hidrostática através da membrana tem que ser elevada, para água, varia entre 3 e 100 atm(2).
Os usos da osmose reversa são diversos, sempre relacionados à separação de iões. Dentre eles é possível citar:
- Dessalinização de água do mar: Tanto para consumo humano quanto para outros processos, a membrana de Osmose Reversa pode reduzir a concentração de cloreto de sódio de 35.000 mg/L para 350 mg/L.
- Irrigação: Um dos problemas da agricultura é a acumulação de sais no solo em função da irrigação com água de rios ou poços. A partir de certo patamar os sais tornam-se nocivos às plantações. A Osmose Reversa é capaz de remover este excesso de sais de forma economicamente viável.
- Alimentação de caldeiras: Caldeiras exigem água puríssima, pois a evaporação da água causa a incrustação da superfície dos tubos pelos sólidos presentes na mesma, reduzindo a transferência de calor, aumentando o consumo de combustível e o risco de explosões. A osmose reversa, assim como a troca iônica, têm sido o tratamento mais utilizado nestes casos.
- Produção de produtos químicos: Hospitais, conglomerados farmacêuticos e laboratórios utilizam o processo de Osmose Reversa para garantir a máxima pureza em seus produtos. Processos de hemodiálise são alimentados com água desmineralizada ou destilada.
- Recuperação de águas residuais na indústria
- Concentração de sucos, proteínas e vinho na indústria alimentícia.
- Na área gráfica, no sistema de impressão OFF-SET, usa-se água que passou por osmose reversa e que, depois, recebeu um produto chamado 'endurecedor'. Esse produto acrescenta apenas dois sais minerais à água: cálcio e magnésio. O valor de dureza dessa água para impressão deve ser de 8 a 12 dh (Deutsch Hardness). Após isso, a água recebe um outro produto, chamado solução de molha (ou 'de fonte') e é usada na impressão.

Comparada ao processo de troca iônica, muito utilizado para a remoção de íons em águas industriais, a osmose reversa tem a vantagem de dispensar a etapa de regeneração, um processo que interrompe a produção e ao mesmo tempo consome uma grande quantidade de produtos químicas (ácidos e bases fortes). Como desvantagem existe a geração de um fluxo de rejeito, solução com elevadas concentrações de sais em volumes de até 50% da alimentação total.
A osmose reversa é uma técnica utilizada na dessalinização da água. Separando-se uma solução de água salgada e água pura por uma membrana semipermeável e se aplicando uma pressão externa muito grande sobre a solução, ocorre a passagem da água da solução para a água pura, ou seja, no caminho inverso
A osmose é uma Propriedade Coligativa conceituada como a passagem de solvente através de membranas semipermeáveis. Daí o significado da origem grega de seu nome: osmós = impulso. Neste processo, há a difusão de solvente da solução menos concentrada (ou mais diluída) para a mais concentrada (menos diluída), igualando assim a concentração de ambas as soluções.
No entanto, principalmente em regiões à beira-mar, que possuem pouca água potável, utiliza-se uma técnica para transformar água salgada em água doce, isto é, no sentido oposto ao da osmose descrita. Chama-se, portanto, osmose reversa ou osmose invertida (ou ainda inversa). Neste processo, o solvente passa pela membrana semipermeável no sentido da solução mais concentrada para a menos concentrada.
Com este objetivo de dessalinizar a água do mar, têm-se construído muitas usinas (centrais), como a de Yuma, no Arizona (Estados Unidos), que tem a capacidade de produzir 72 milhões de galões de água pura por dia. Em 2010 foi inaugurada em Israel a maior usina de dessalinização do mundo. Feita para produzir 127 milhões de metros cúbicos de água por ano – o suficiente para abastecer um sexto da população israelense.
No mundo, exemplos são as ilhas gregas, as ilhas de Fernando de Noronha, a ilha de Páscoa e a ilha de Malta. Além também de ser usado este processo na água salobra (que vem do subsolo, contendo muito sal) em certas regiões do nordeste brasileiro.
Mas, como isso é possível? Isto se dá em razão da pressão osmótica, isto é, a pressão externa que se aplica sobre a solução, para impedir a entrada de água pura. Se esta pressão for bastante aumentada, obtêm-se a osmose reversa, em que há a passagem da água da solução para a água pura.